# Sakarias Opsahl
Sakarias Opsahl, né le 17 juillet 1999 en Norvège, est un footballeur norvégien qui évolue au poste de milieu central au Tromsø IL.

## Biographie

### Débuts professionnels
Né en Norvège, Sakarias Opsahl commence le football au IL Heming (en) avant d'être formé par le Stabæk Fotball, puis au Vålerenga Fotball qu'il rejoint en 2016 et où il commence sa carrière professionnelle. Le 7 août 2018, il signe son premier contrat professionnel avec Vålerenga. Il joue son premier match le 2 mai 2019, à l'occasion d'une rencontre de coupe de Norvège face au Faaberg Fotball (en). Il est titularisé et son équipe s'impose par trois buts à zéro.
Le 25 juillet 2019, Opsahl est prêté à l'Ullensaker/Kisa IL jusqu'à la fin de l'année.
En février 2020, Sakarias Opsahl est prêté pour une saison au Tromsø IL, qui évolue alors en deuxième division norvégienne. 
Le 6 juillet 2020, il joue son premier match pour le club lors d'une rencontre de championnat face au Kongsvinger IL. Il est titularisé et son équipe s'impose par deux buts à zéro. Il inscrit son premier but en professionnel et donc pour Tromsø lors d'une rencontre de championnat contre le Åsane Fotball le 3 août 2020. Il entre en jeu à la place de Daniel Berntsen (en) et donne la victoire à son équipe en étant le seul buteur de la partie.

### Tromsø IL
Le 28 juin 2021, Sakarias Opsahl retourne au Tromsø IL, sous la forme d'un prêt d'abord, puis de façon permanente au 1er août 2021, à l'ouverture de la fenêtre des transferts. Il signe alors un contrat de trois ans,. 
Opsahl s'épanouit au Tromsø IL et s'impose alors comme un joueur important de l'équipe.